# Naglady
Naglady (deutsch Nagladden) ist ein Ort in der polnischen Woiwodschaft Ermland-Masuren. Er gehört zur Gmina Gietrzwałd (Landgemeinde Dietrichswalde) im Powiat Olsztyński (Kreis Allenstein).

## Geographische Lage
Naglady liegt im Westen der Woiwodschaft Ermland-Masuren,14 Kilometer südwestlich der Kreisstadt Olsztyn (deutsch Allenstein).

## Geschichte
Obwohl bereits früher gegründet wurde die Handfeste für Naglanden (danach  Nagladen) erst 1383 ausgestellt. Zwischen 1874 und 1945 war die Landgemeinde Nagladden in den Amtsbezirk Dietrichswalde (polnisch Gietrzwałd) im ostpreußischen Kreis Allenstein eingegliedert.
Im Jahre 1910 waren in Nagladden 331 Einwohner registriert. Ihre Zahl steigerte sich bis 1933 auf 353 und belief sich 1939 auf 326.
In Kriegsfolge kam Nagladden 1945 mit dem gesamten südlichen Ostpreußen zu Polen. Das Dorf erhielt die polnische Namensform „Naglady“ und ist heute eine Ortschaft innerhalb der Landgemeinde Gietrzwałd (Dietrichswalde) im Powiat Olsztyński (Kreis Allenstein), bis 1998 der Woiwodschaft Olsztyn, seither der Woiwodschaft Ermland-Masuren zugehörig. Im Jahre 2011 zählte Naglady 225 Einwohner.

## Kirche
Bis 1945 war Nagladden in die evangelische Kirche Allenstein in der Kirchenprovinz Ostpreußen der Kirche der Altpreußischen Union, außerdem in die römisch-katholische Dietrichswalde im Bistum Ermland eingepfarrt.
Heute gehört Naglady katholischerseits zur Wallfahrtskirche Gietrzwałd im jetzigen Erzbistum Ermland, evangelischerseits zur Christus-Erlöser-Kirche Olsztyn in der Diözese Masuren der Evangelisch-Augsburgischen Kirche in Polen.

## Verkehr
Naglady liegt an der polnischen Landesstraße 16 (ehemalige deutsche Reichsstraße 127), die die Woiwodschaft Ermland-Masuren von West nach Ost durchquert und an die polnisch-litauische Staatsgrenze führt. Eine Anbindung an den Bahnverkehr besteht nicht.